# نهر تياوي
نهر تياوي هو نهر في كاليدونيا الجديدة. تبلغ مساحته 66 كيلومتر مربع. 

## أنظر أيضا
- قائمة أنهار كاليدونيا الجديدة